# Esther Grünbeck
Esther Grünbeck (geborene Magdalena Augusta Naveroffsky/Navrazky; * 21. Oktober 1717 in Gotha; † 13. Oktober 1796 in Zeist) war eine deutsche Dichterin und Mitglied der Herrnhuter Brüdergemeine. Sie schrieb geistliche Lieder für die Brüdergemeine, die teilweise noch in deren heutigen Gesangsbüchern zu finden sind.

## Leben

### Kindheit
Magdalena Augusta Naveroffsky wurde am 21. Oktober 1717 in Gotha als Tochter von Johannes Naveroffsky und Anna Elisabeth Graff geboren und hatte einen Bruder, Johann Christian Naveroffsky. Ihr Vater hatte polnisch-jüdische Wurzeln, konvertierte aber noch vor Magdalenas Geburt zum Christentum und wurde getauft. Die Eltern waren beide am herzoglichen Hof zu Gotha im Dienst. Ihren Namen bekam Magdalena Augusta von ihrer Patentante, der Herzogin von Gotha, Magdalena Augusta von Anhalt-Zerbst. Da ihre Mutter nach der Heirat die Kinderwärterin am Hof wurde, wuchs Magdalena Augusta Naveroffsky am herzoglichen Hof auf und hatte viel Kontakt mit den Prinzessinnen – besonders mit der zukünftigen Princess of Wales, Augusta von Sachsen-Gotha-Altenburg.

### Erste Ehe und Eintritt in die Herrnhuter Brüdergemeine
Im Alter von siebzehn Jahren wurde Magdalena auf Wunsch ihrer Mutter vermählt, was Augusta von Sachsen-Gotha-Altenburgs Pläne durchkreuzte, ihre Freundin mit nach England zu nehmen. Magdalena habe sich – laut ihres autobiographischen Lebenslaufs – denjenigen Anwärter ausgesucht, der ihr am frommsten erschien: Hofbildhauer und Steinmetz Michael Grünbeck, den sie am 9. November 1734 heiratete.
Ihre Erstbegegnung mit Nikolaus Ludwig Graf von Zinzendorf, dem Gründer der Herrnhuter Brüdergemeine, wird auf das Jahr 1737 datiert. Magdalenas Bruder Johann, der in Frankfurt lebte und dort bereits zur Brüdergemeine gehörte, machte Magdalena mit dem Grafen während dessen Durchreise in Herrnhut bekannt. Im darauffolgenden Jahr ergriff sie der Pilgertrieb: Den 5. September 1738 datierte Magdalena als ihren „geistlichen Geburtstag“, an dem sie beschloss, aus Gotha heraus nach Jena zu pilgern, wo sie zusammen mit ihrem Ehemann vom Grafen Zinzendorf definitiv als Mitglieder der Herrnhuter Brüdergemeine aufgenommen wurden. Magdalena wohnte den wichtigsten Versammlungen, Synoden und Konferenzen der Gemeine bei. Sie blieb auch während der Verfolgungen unter Ernst Salomon Cyprian, mit denen sich die Brüdergemeine befassen musste, der Gemeine treu und kümmerte sich um den zeitweise kranken Grafen. Die lutherischen Theologen misstrauten den religiösen Aktivitäten der Herrnhuter Brüdergemeine, was schließlich dazu führte, dass Zinzendorf 1736 aus Sachsen ausgewiesen wurde. Die Verbannung des Grafen wurde 1747 wieder aufgehoben.
1742 plante Magdalena mit ihrem kranken Ehemann eine mehrmonatige Pilgerreise. Sie hofften, dass er mit dieser Reise geheilt werden konnte; Michael Grünbeck starb jedoch bereits wenige Wochen nach der Abreise in Holstein. Magdalena setzte die Reise nach seinem Tod fort und pilgerte unter anderem nach Livland, Riga, Wollmarshof und Petersburg, wobei sie zeitweise von der Gräfin Zinzendorf begleitet wurde. Im Herbst 1744 folgte Magdalena dem Aufruf der Gemeine, sich um die Witwen in Marienborn kümmern, wo sie auch einige Heiratsanträge bekam, die sie aber ausschlug.
1745 begab sie sich wiederum auf eine Reise mit dem Grafenpaar Zinzendorf nach Amsterdam. Auf dieser Pilgerreise wurde sie vom Grafen gefragt, ob sie sich dazu entschließen könne, um ihres Volkes willen einen Juden zu heiraten, wobei sie erschrocken auf „diese Zumuthung“ reagierte. Magdalena hatte erst wenige Jahre davor – 1739 – erfahren, dass ihr Vater jüdischer Abstammung war. Der Graf plante, innerhalb seiner Gemeine eine Judenkehille zu formen, die es ermöglichen soll, die jüdische Identität der entsprechenden Gemeine-Mitglieder zu bewahren und somit eine Untergruppe zu bilden, die doch noch zum Christentum gefunden habe, wobei Magdalena als Gründungsmitglied fungieren sollte. Die Umsetzung der Judenkehille war jedoch nicht so erfolgreich, wie Graf Zinzendorf es sich erhofft hatte.

### Zweite Ehe
Am 6. Februar 1746 wurde Magdalena vermählt mit Friedrich Benedictus Kirchhof, einem getauften Mitglied der Gemeine mit jüdischer Abstammung. Bei der Hochzeit erhielt sie von Graf Zinzendorf den Namen „Esther“ und ihr zweiter Ehemann den Namen „David“, wie sie beide auch fortan genannt wurden. In den folgenden Jahren führten Esthers Pilgerreisen unter anderem nach England, wo sie ihre Freundin, die Princess of Wales, besuchte, Holland und durch Preußen. In Schlesien besuchte sie Witwenchöre und richtete in Gnadenfrei ein Witwenhaus ein. 1750 verstarb Esthers Vater, worauf ihre Mutter sich zu ihrer Tochter gesellte, um selbst Mitglied der Gemeine zu werden.
Esther gebar am 12. Dezember 1752 ihren ersten Sohn, Josua Jakob, der im Alter von zweieinhalb Jahren zur Erziehung in eine Kinderanstalt der Brüdergemeine geschickt wurde. Am 15. August 1755 kam der zweite Sohn, Samuel David, auf die Welt; er verstarb aber bereits am 30. Dezember 1756. Im darauffolgenden Jahr führte die Pilgerreise von Esther und ihrem zweiten Ehemann nach Preußen und Polen, wobei sich David Kirchhof in Polen einige Monate in einem jüdischen Umfeld aufhielt. Er hatte von der Gemeine den Auftrag bekommen, weitere Mitglieder zu missionieren, um die Judenkehille in der Herrnhuter Brüdergemeine zu vergrößern. Esther blieb währenddessen in Königsberg. Ende Februar 1759 kehrte sie wieder nach Herrnhut zurück, wo ihre Mutter wenige Tage nach Esthers Ankunft verschied.
Am 3. März 1784 starb auch der zweite Ehemann und im Jahr darauf besuchte Esther ihren ersten Sohn in Gnadenfeld. Ab 1786 bekleidete Esther Grünbeck ihr letztes Amt innerhalb der Brüdergemeine: Sie diente bis zu ihrem Tod im Alter von 79 Jahren am 13. Oktober 1796 als Vorsteherin der Witwen in Zeist, einer Gemeinde in der niederländischen Provinz Utrecht.

## Werk
Innerhalb der Brüdergemeine hatte das Singen von Liedern einen sehr hohen Stellenwert, da gemäß ihrer Auffassung die direkte Wirkung des Heiligen Geistes besonders in der Musik stark gefühlt werden könne. Dementsprechend wurde im Alltag der Gemeine so viel gesungen, dass schon fast von einer „Lebensliturgie“ der Herrnhuter Brüdergemeine gesprochen werden kann.
Esther Grünbeck war im Rahmen ihrer Ämter – religiöse Erzieherin und „Witwen-Ältestin“ – für das gesungene Lied zuständig. Daneben wurde sie von der Gemeine ermutigt, auch selbst Lieder zu schreiben: Ihre geistlichen Lieder für die Herrnhuter Brüdergemeine stammen hauptsächlich aus den ersten Jahren nach Esthers Eintritt in die Gemeine 1739–1746.  Auch heute sind sie noch teilweise im Gesangbuch der Evangelischen Brüdergemeine zu finden. Die meisten ihrer Liedtexte sind auf die durchnummerierten Melodien geschrieben, die der Brüdergemeine bekannt sind.

### Schriftenauswahl
- Ach blutiger Immanuel! erblickte doch auch Israel Nr. 1447
- Dem blutgen Lamme/ das sich für meine Noth Nr. 417
- Du hochverdienter Schmerzensmann Nr. 546
- Du Schmerzensmann! ach hör mich an Nr. 1470
- Friedens-König weil's dein' Wille Nr. 1065, RISM ID: 110257 RISM-Eintrag mit Incipit einer Vertonung
- Gnade ist ein schönes Wort Nr. 381
- HErr! auf den so viele Juden hoffen Nr. 1449
- Lamm! für uns geschlacht't Nr. 397, RISM ID: 220016684 RISM-Eintrag mit Incipit einer Vertonung
- Wenn krig ich mein Kleid Nr. 363[7]

Nachdem Esther erfuhr, dass ihr Vater noch vor ihrer Geburt vom Judentum zum Christentum konvertiert war, inszenierte sie sich als „echte Jüdin“, die ihren Weg zum evangelischen Christentum gefunden habe. Sie selbst war allerdings keine Konvertitin und auch ihre Mutter hatte keine jüdische Abstammung, was beides dagegen spricht, dass Esther eine „geborene Jüdin“ gewesen sei. In eher kürzeren Vers- und Strophenlängen thematisierte sie in ihren Liedtexten häufig die Konversion vom Judentum zum Christentum (ganz im Sinne von Zinzendorfs Judenkehille-Vorhaben) und pries in den geistlichen Lieder Gott und Jesus gemäß den Vorstellungen der Brüdergemeine.

Auffällig ist auch der Gebrauch von Diminutiva. In der Gemeine waren diese Verkleinerungsformen stark verbreitet: Der Mensch komme erst mit seiner kindlichen Sprache wirklich zum Ausdruck, da er sich in dieser natürlichen Sprache nicht verstellen könne. Hier beispielsweise die Erwähnung vom „Kirchlein“ in Esther Grünbecks einstrophigen Lied „Ach blutiger Immanuel! erblickte doch auch Israel“ (Nr. 1447 im Gesangbuch von 1778): 
Ach blutiger Immanuel!
erblickte doch auch Israel
dich bald in deiner Todsgestalt:
sie würden durch des Blicks Gewalt
gewiß in Staub gebeugt,
und göttlich überzeugt,
daß der gekreuzigt worden ist,
ihr Heiland sey,
der HErr und Christ,
auf den sie hoffen.
Ich weiß, das Kirchlein unsrer Zeit
trägt um das alte Kirchlein Leid,
und seufzt: ach wär die Seligkeit
des Volks Israel nicht mehr weit!
ich wünsch es auch mit Sehnen,

und oft mit heissen Thränen.

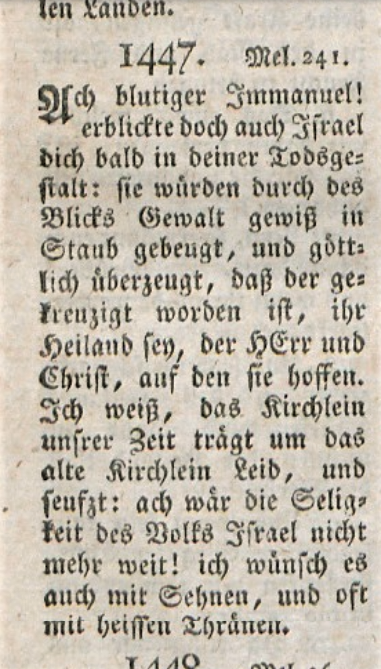
Liedtext Ach blutiger Immanuel

Von der Herrnhuter Brüdergemeine wurde Esther Grünbeck als „vorzüglich begabte Liederdichterin“ bezeichnet und ihre Lieder als besonders gefühlvoll beschrieben.
Nebst ihren geistlichen Liedern sind auch noch einige Briefe und Aufsätze von Esther Grünbeck erhalten – unter anderem auch ein „Aufsatz wegen der Judensache“, in dem sie von der Judenkehille innerhalb der Herrnhuter Brüdergemeine berichtete.
Im Rahmen einer Tradition der Herrnhuter Brüdergemeine verfasste Grünbeck außerdem eigenständig ihren detaillierten Lebenslauf, der in den Nachrichten aus der Brüder-Gemeine 1845 abgedruckt wurde.

## Weiteres
Zur zweiten Hochzeit schrieb Samuel Lieberkühn, der seinerseits Mitglied der Herrnhuter Brüdergemeine und Missionar war, eine Hochzeitskantate für Esther und David. Ganz im Sinne der geplanten Gründung einer Judenkehille innerhalb der Gemeine betonte der Kantatentext die (angeblich) jüdische Abstammung des Ehepaars und beinhaltet auch mehrere hebräische Worte. Im eher nach Propaganda statt nach Hochzeitsfest klingenden Text geht die „Aria“ vor dem letzten Chor auch auf die Hoffnung auf weitere Mitglieder der Judenkehille („khille“) ein:
„Wie sind wir doch so herzlich froh,
daß hoffnung ist wir werden so
noch manchen Juden sehen,
der sich zu deiner khille neigt,
und mit uns vor dem Tholah beugt.
An diesem ists geschehen;
nimm ihn denn hin
mit der Esther seiner schwester,
laß sie beyde

sehn Jeruschalajims freude.“ 